# Кроз мој прозор: Преко мора
Кроз мој прозор: Преко мора (шп. A través del mar) шпански је тинејџерски и љубавни филм из 2023. године, у режији Марсала Фореса, по сценарију Едуарда Соле. Представља наставак филма Кроз мој прозор из 2022. године који се темељи на истоименом роману Аријане Годој. Други филм не прати дословно радњу књига. Главне улоге играју Хулио Пења, Клара Гаље, Иван Лападула и Андреа Ћапаро. Сниман је током 2022. године заједно са трећим делом филма, који је изашао 2024. Netflix је приказао филм 23. јуна 2023.

## Радња
Ракел и Арес се, након годину дана раздвојености, сретну на врућем летовању. Хоће ли љубав надвладати нове флертове и несигурности?

## Улоге
| Глумац              | Улога          |
| ------------------- | -------------- |
| Хулио Пења          | Арес           |
| Клара Гаље          | Ракел          |
| Иван Лападула       | Грегори        |
| Андреа Ћапаро       | Вера           |
| Карла Тоус          | Ана            |
| Пилар Кастро        | Тере           |
| Хуго Арбуес         | Аполо          |
| Рејчел Ласкар       | Софија Хидалго |
| Ерик Масип          | Артемис        |
| Наталија Азахара    | Данијела       |
| Гиљермо Лашерас     | Јоши           |
| Марија Касалс       | Маркос         |
| Лусија де Ла Пуерта | Сами           |
| Емилија Лазо        | Клаудија       |